# Stèle de Hamadab

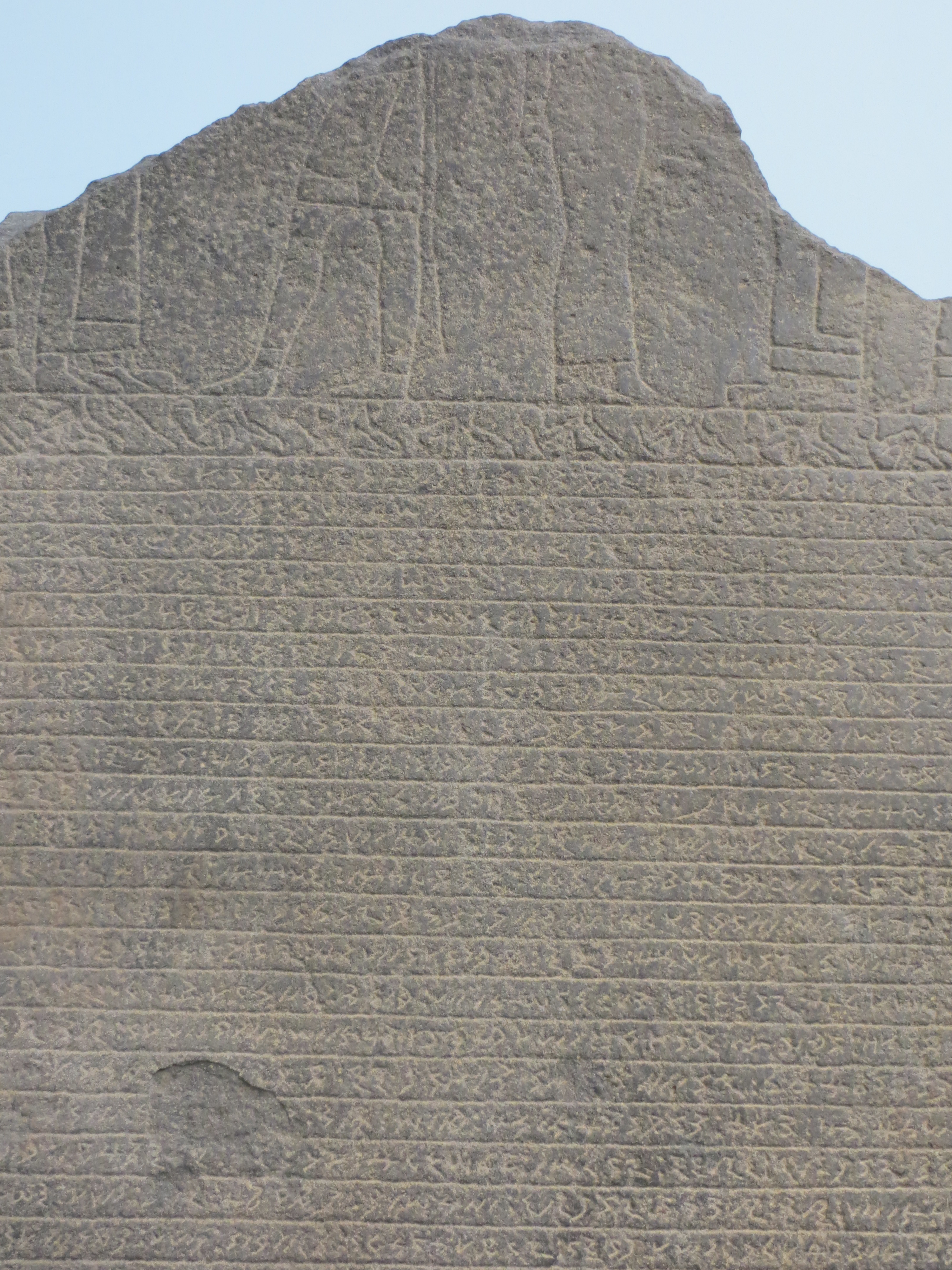
Détail du haut de la stèle, avec les représentations royales et divines en haut, les prisonniers, et l'inscription méroïtique.

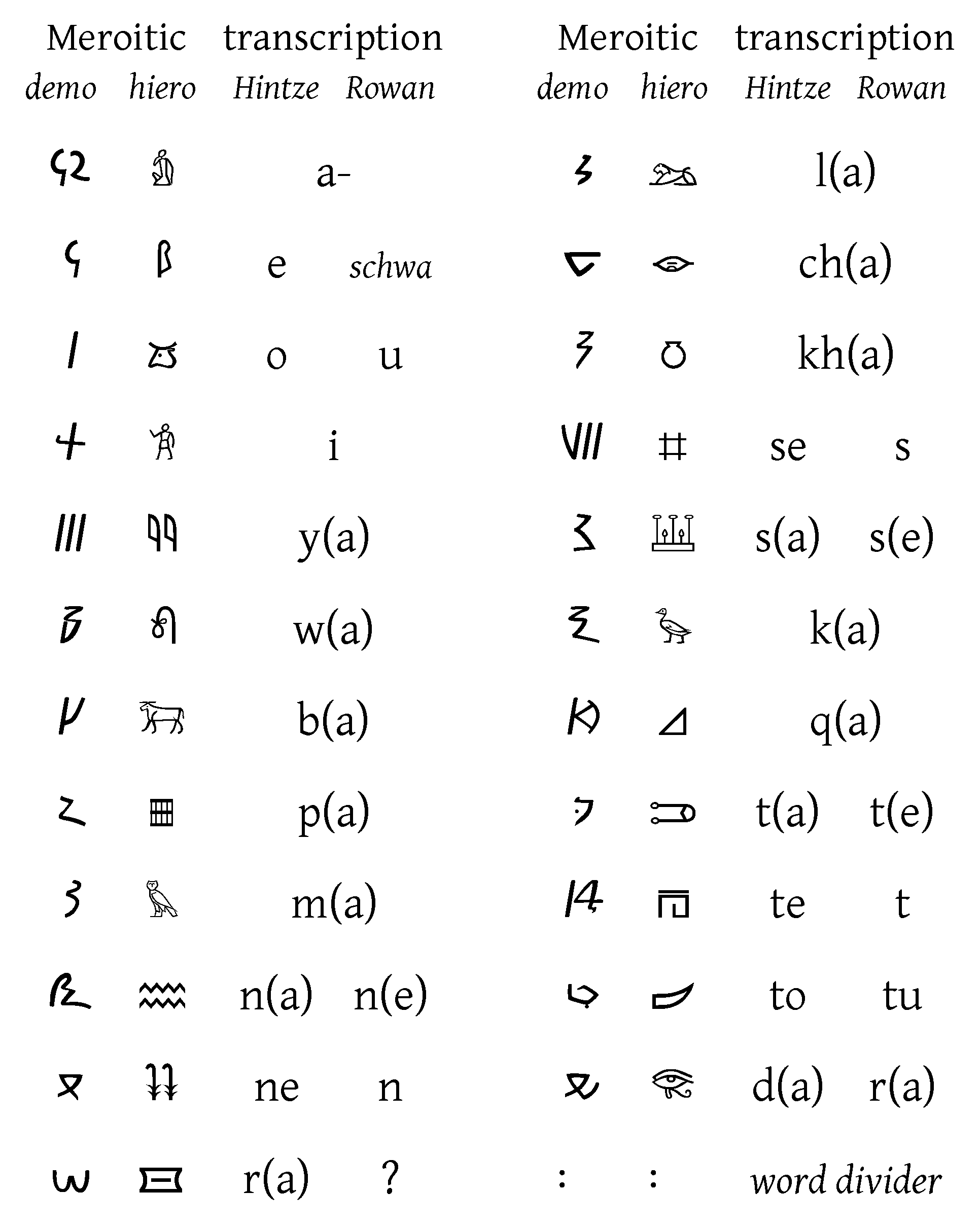
L'alphabet méroïtique, qui est connu ; mais la langue elle-même est encore mal comprise.

La stèle de Hamadab est une stèle monumentale de grès trouvée à Hamadab juste au sud de l'ancien site de Méroé au Soudan. Cette stèle est conservée au British Museum, à Londres.
La stèle représente dans sa partie haute, fragmentaire, des souverains du royaume de Koush et des divinités, au-dessus d'une rangée de prisonniers et d'un texte méroïtique.
L'importance considérable de cette stèle tient au fait qu'elle présente l'un des plus longs textes connus de l'écriture méroïtique. L'alphabet méroïtique est bien connu, mais le sens de la plupart des mots et la signification du texte restent obscurs.
Une autre stèle, qui en faisait le pendant à Hamadab, est restée sur place, en bien mois bon état. C'est le même texte commémoratif qui se poursuivrait sur ces deux stèles.
Une hypothèse, largement partagée, suggère que les deux stèles pourraient commémorer l'invasion temporaire de la Basse-Égypte par les Koushites en 24 av. J.-C. Cette hypothèse est étayée par des sources romaines sur cette invasion, ainsi que par l'identification sur les inscriptions de ces stèles, de noms de personnages contemporains et de noms de lieux.

## Découverte
La stèle conservée au British Museum est découverte en même temps qu'une autre stèle par l'archéologue britannique John Garstang en 1914 sur le site de Hamadab (en), qui est situé à quelques kilomètres au sud de Méroé, la capitale de l'ancienne royaume de Koush.
Vers la fin de sa mission archéologique, John Garstang est informé de deux stèles de grès qui dépassent du sable à proximité de Méroé, dans Hamadab, un petit village du Nil. Il décide de les mettre au jour et découvre alors les textes méroïtiques les plus anciens connus à l'époque.
C'est un ensemble de deux stèles, découvertes de part et d'autre de la porte principale des restes d'un petit temple à Hamadab, qui avait complètement disparu de la surface.
Dans le cadre de la politique de l'époque de partage des objets découverts, l'ensemble est partagé, les deux stèles sont séparées. La stèle à gauche de la porte est remise au British Museum qui l'abrite encore au XXIe siècle, tandis que la stèle de droite est laissée sur place.

## Description
La stèle du British Museum a une taille de 236,50 centimètres à son plus haut, pour une largeur de 101,50 centimètres.
Cette stèle est en bon état général, bien qu'il en manque une partie du décor en haut de la stèle.
La partie supérieure comprend une frise montrant les dirigeants koushites, la reine Amanirenas et le prince Akinidad, face à diverses divinités égyptiennes, notamment Amon et Mout. Ce registre supérieur est parcellaire, seules les jambes sont conservées.
Sous cette scène royale se trouve un deuxième registre, du même type de relief mais de hauteur bien moindre, représentant des prisonniers liés.
Une inscription de quarante-deux lignes en écriture cursive méroïtique est gravée en dessous, avec plusieurs manques dans le texte.
L'autre stèle, restée sur place à Hamadab, est en bien moins bon état. Elle comprenait trente-deux lignes, mais seul un tiers en est lisible, et avec difficultés à cause de son état.

## Inscription méroïtique
Le méroïtique était la langue principale du royaume de Koush. Au XXIe siècle, il est encore mal compris par les spécialistes, et le texte de la stèle n'est pas déchiffré.
Pourtant les caractères de l'alphabet méroïtique sont maintenant bien connus, avec ses quinze consonnes, ses quatre voyelles et ses quatre caractères syllabiques. La prononciation aussi est connue, le texte de l'inscription est donc « lisible », mais la signification de la plupart des mots et le sens reste incompréhensible en l'état actuel des connaissances. L'écriture méroïtique est ainsi l'une des rares écritures non déchiffrées à ce jour.
Il manque une connaissance réelle de la langue. Les bilingues font défaut, à part quelques rares inscriptions bien trop courtes pour être utilisables.
Cette méconnaissance empêche la compréhension de la stèle de Hamadab.
Dans l'inscription de la stèle de Hamadab, les noms des deux monarques Amanirenas et Akinidad sont cependant clairement identifiables.
Par ailleurs, les sources romaines indiquent qu'il y a eu une brève invasion de la Basse-Égypte par les Koushites en 24 av. J.-C., vite réprimée.
Une hypothèse suggère donc que la stèle de Hamabad pourrait commémorer cette invasion koushite de l'Égypte romaine. Un grand nombre d'universitaires penchent en faveur de cette hypothèse.
Les deux noms lisibles sur la stèle, Amanirenas and Akinidad, sont contemporains de ces événements.
Les mots Arme et Qes pourraient représenter respectivement Rome et Koush.
L'un des résultats de cette invasion, ou raid, pourrait être le pillage d'une ville de Basse-Égypte alors romaine, et dont la tête de l'empereur Auguste trouvée à Méroé, et conservée aussi au British Museum, pourrait être une partie du butin.
Selon Rilly qui a étudié la seconde stèle restée sur place à Hamadab, c'est le même texte qui continuait sur cette autre stèle. Malgré le mauvais état de conservation de cette deuxième stèle, il y identifie plusieurs noms de lieux alors occupés par les Romains, ce qui renforce l'hypothèse de la commémoration, par ces stèles, du raid koushite sur l'Égypte romaine.